# Alutila-Höhle
Die Alutila-Höhle (englisch: Alutila Cave; bengalisch: আলুটিলা গুহা) ist eine Kalksteinhöhle im Upazila Matiranga, Distrikt Khagrachhari der Division Chittagong in Bangladesch. Sie liegt etwa acht Kilometer westlich der Stadt Khagrachhari an der Straße nach Dighinala auf etwa 300 Meter Höhe über dem Meeresspiegel in dem von immergrünem Regenwald umgebenen Alutila-Hügel.
Die Höhle ist ein mehr als 100 Meter langer natürlich entstandener schlauchförmiger Tunnel durch den Hügel. An ihrem Ende befindet sich ein zweiter Ausgang an die Oberfläche. Die Höhle ist auf fast der gesamten Länge problemlos begehbar, an ihrem Boden fließt Quellwasser. Die Alutila-Höhle wird von zahlreichen Touristen besucht und an den Ticketschaltern werden Kerzen und Fackeln verkauft, mit denen Besucher ihren Weg in der ansonsten unbeleuchteten Höhle ausleuchten können.

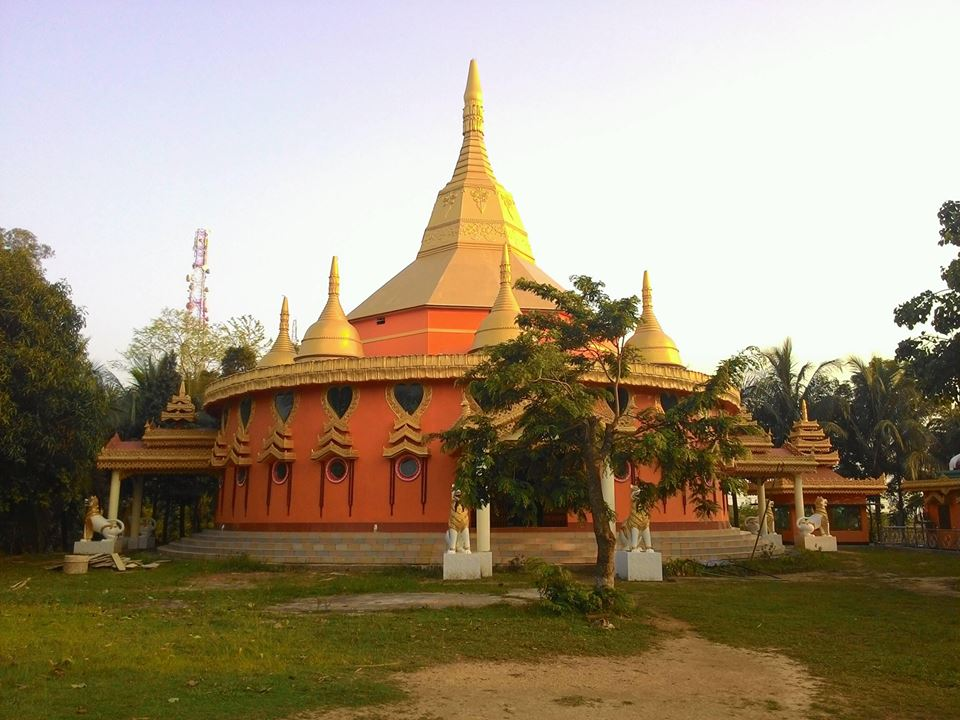
Alutila Vihara, nahe der Höhle

Ebenfalls am Alutila-Hügel befindet sich der Risang-Wasserfall und wenige hundert Meter von der Alutila-Höhle entfernt das Alutila Vihara, ein buddhistisches Kloster. Die Bangladesh Economic Zones Authority plante 2016 nach offiziellen Angaben die Enteignung von fast 300 Hektar Landfläche zur Entwicklung des Tourismus. Gegner der Planungen nannten eine betroffene Fläche von 800 Hektar, auf denen 300 indigene Familien mit Schwendbau ihren Lebensunterhalt sicherten. Die Vertreter der indigenen Bevölkerung und lokaler Behörden machten geltend, dass die Zentralbehörde die Enteignung unter Missachtung gesetzlicher Bestimmungen zum Schutz der indigenen Völker betreibe.

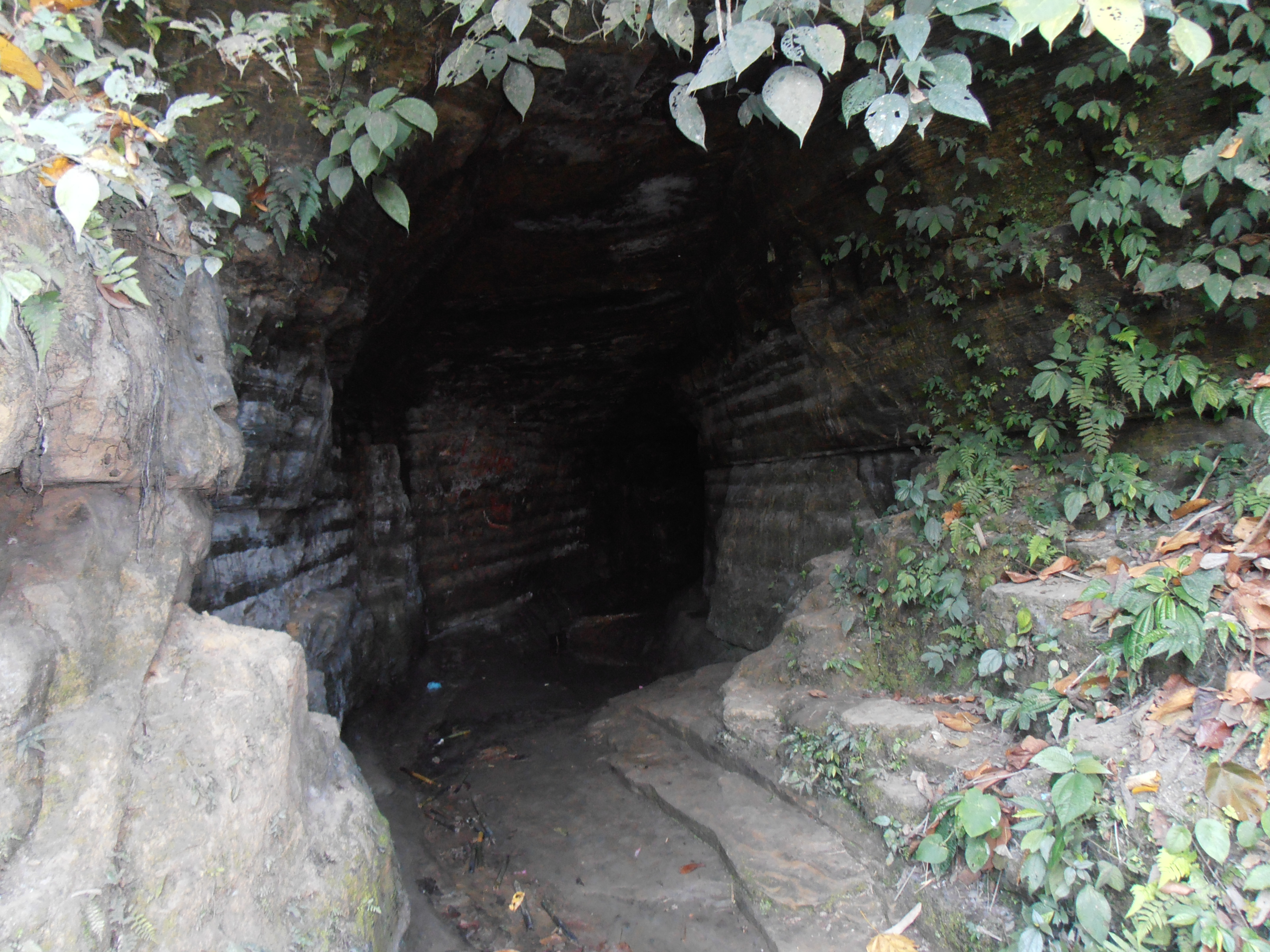
Eingang der Alutila-Höhle
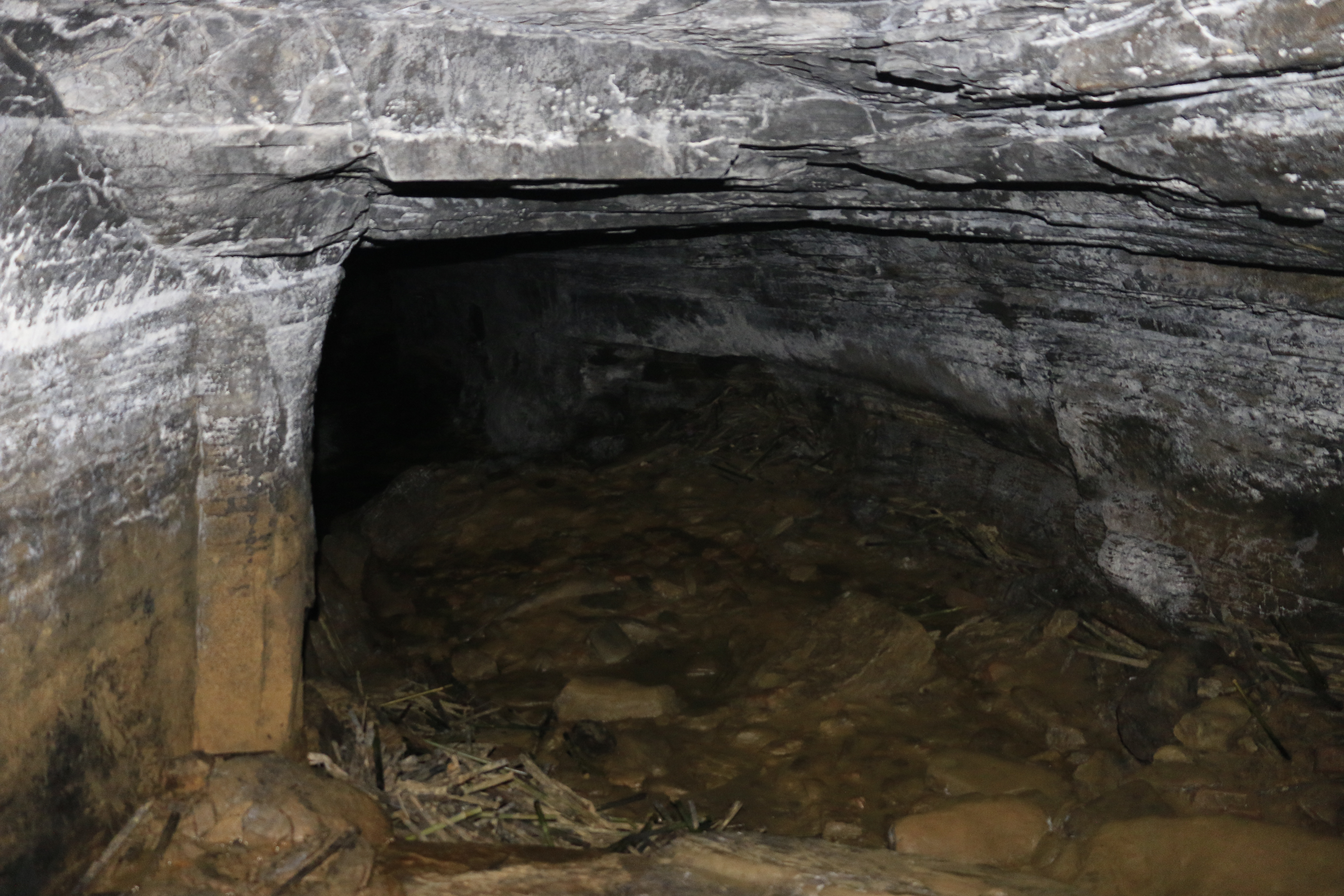
Innenaufnahme
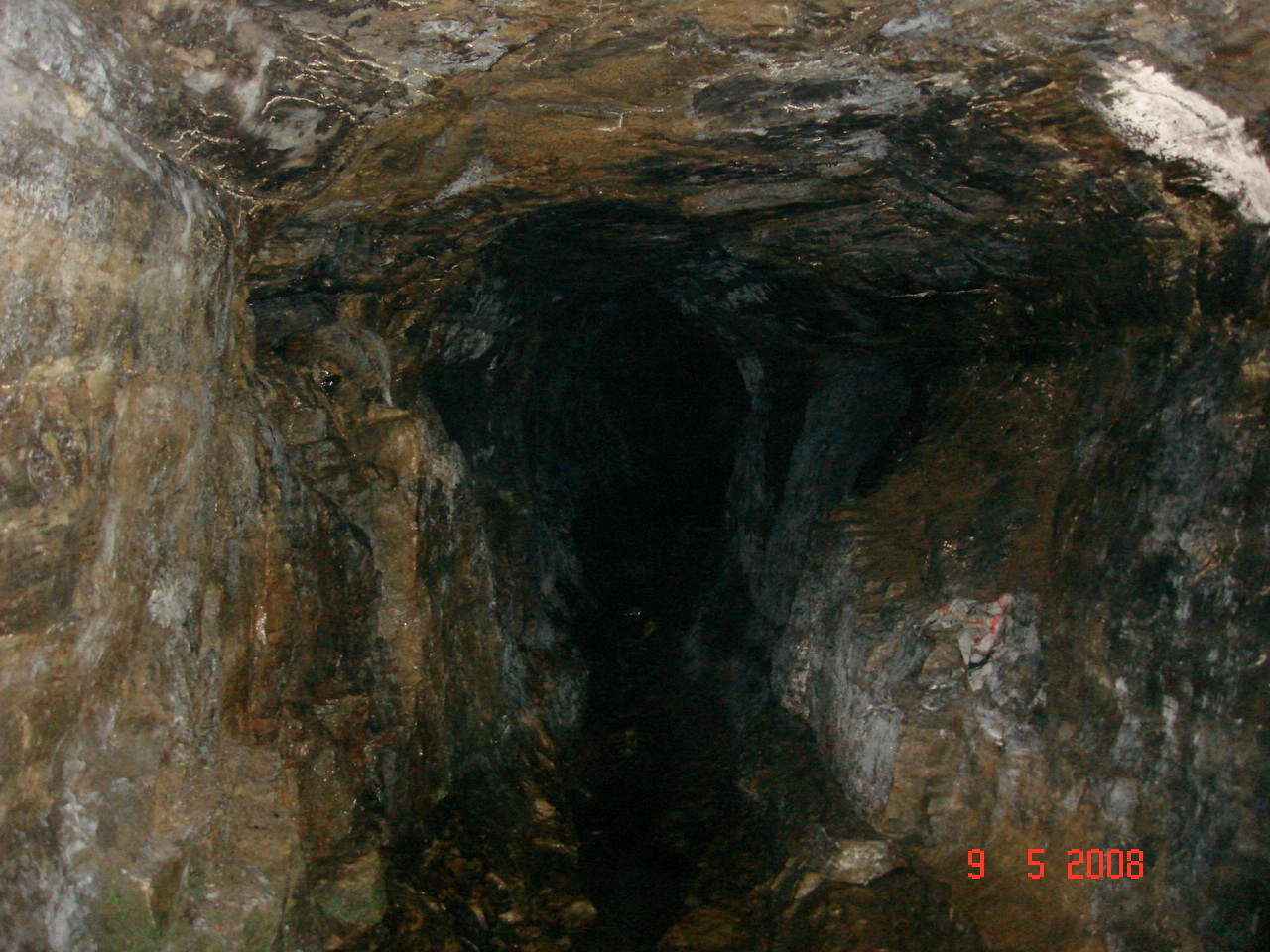
Engstelle in der Höhle
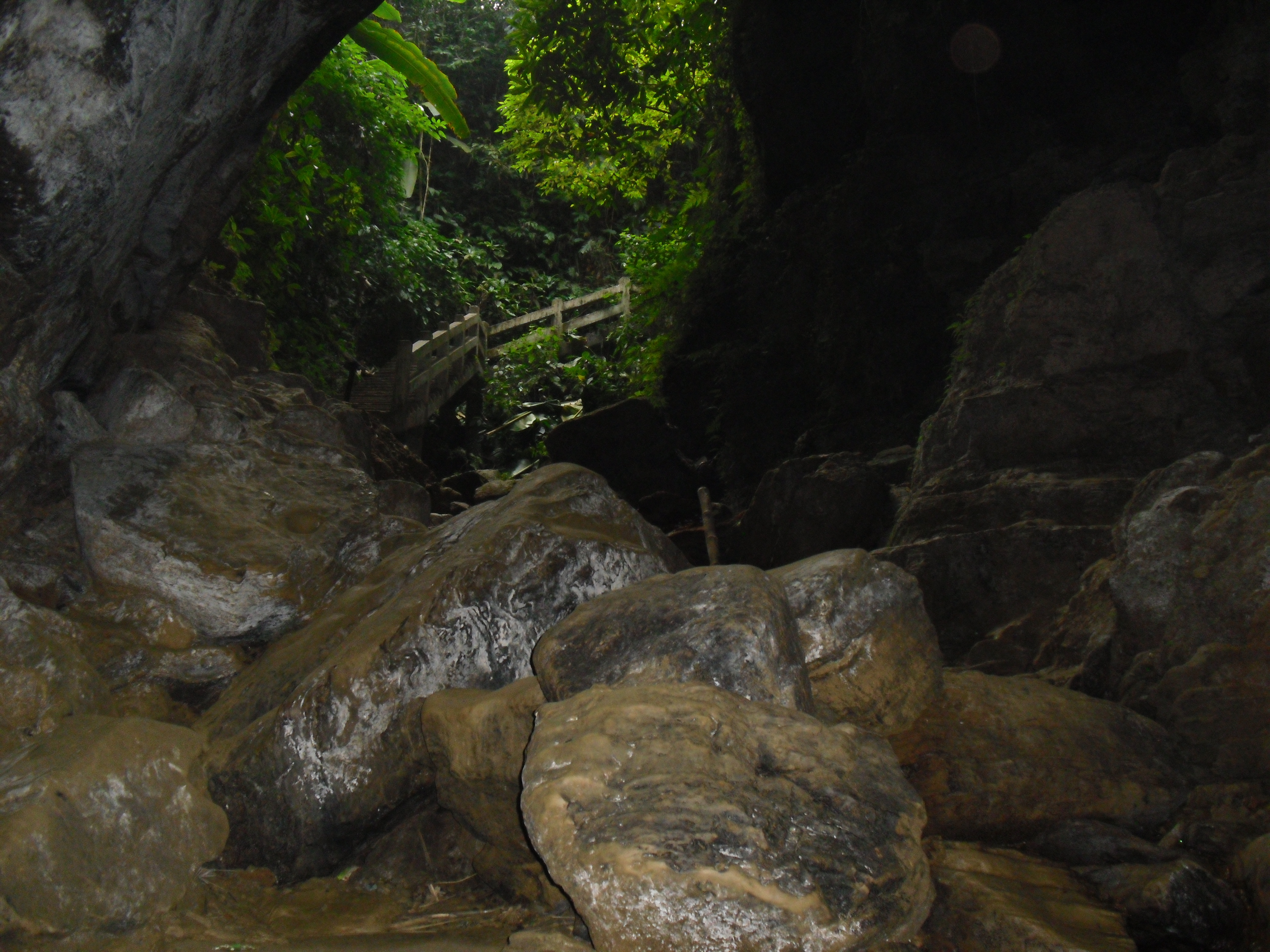
Ende der Höhle
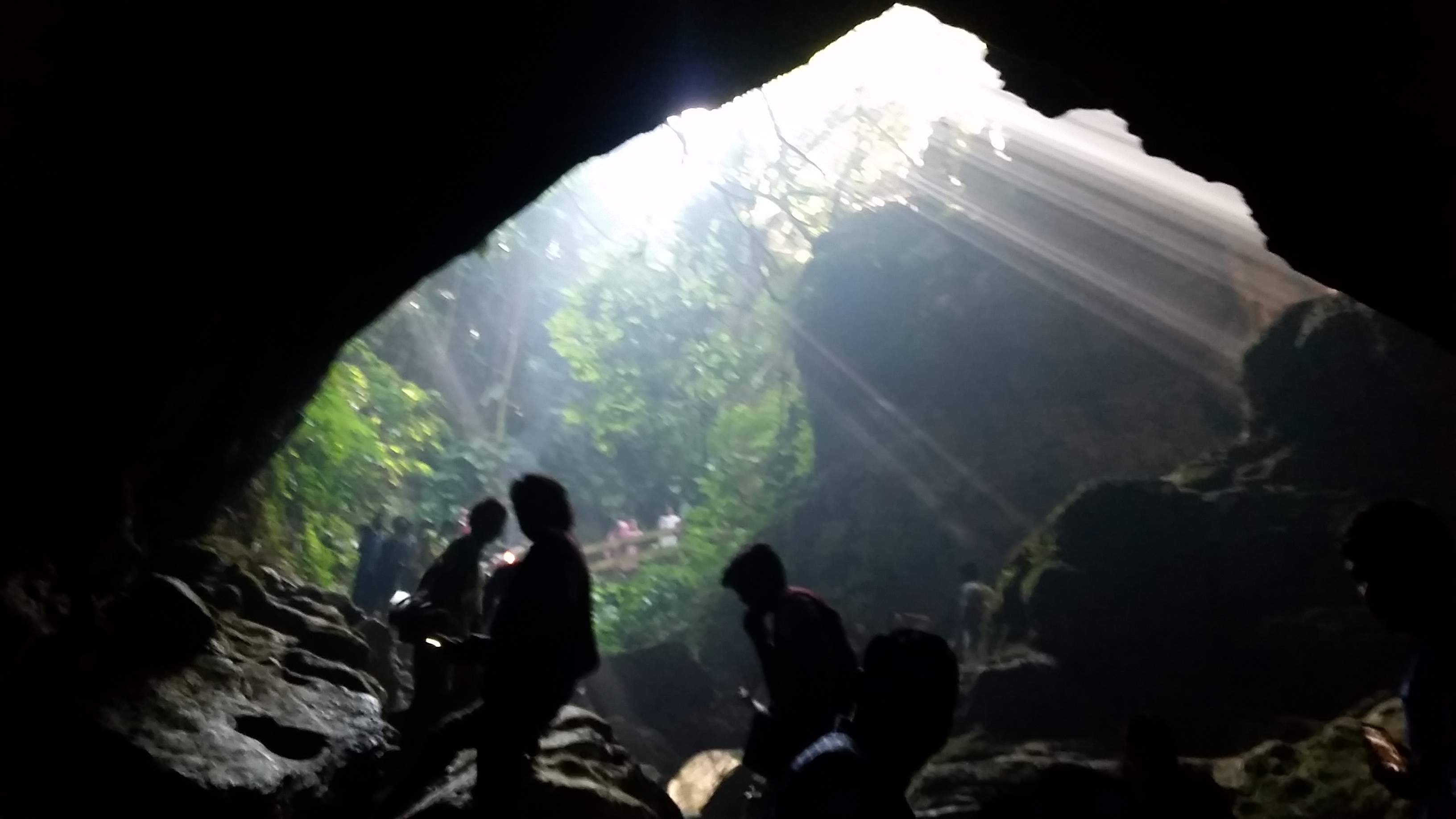
Ausgang der Höhle
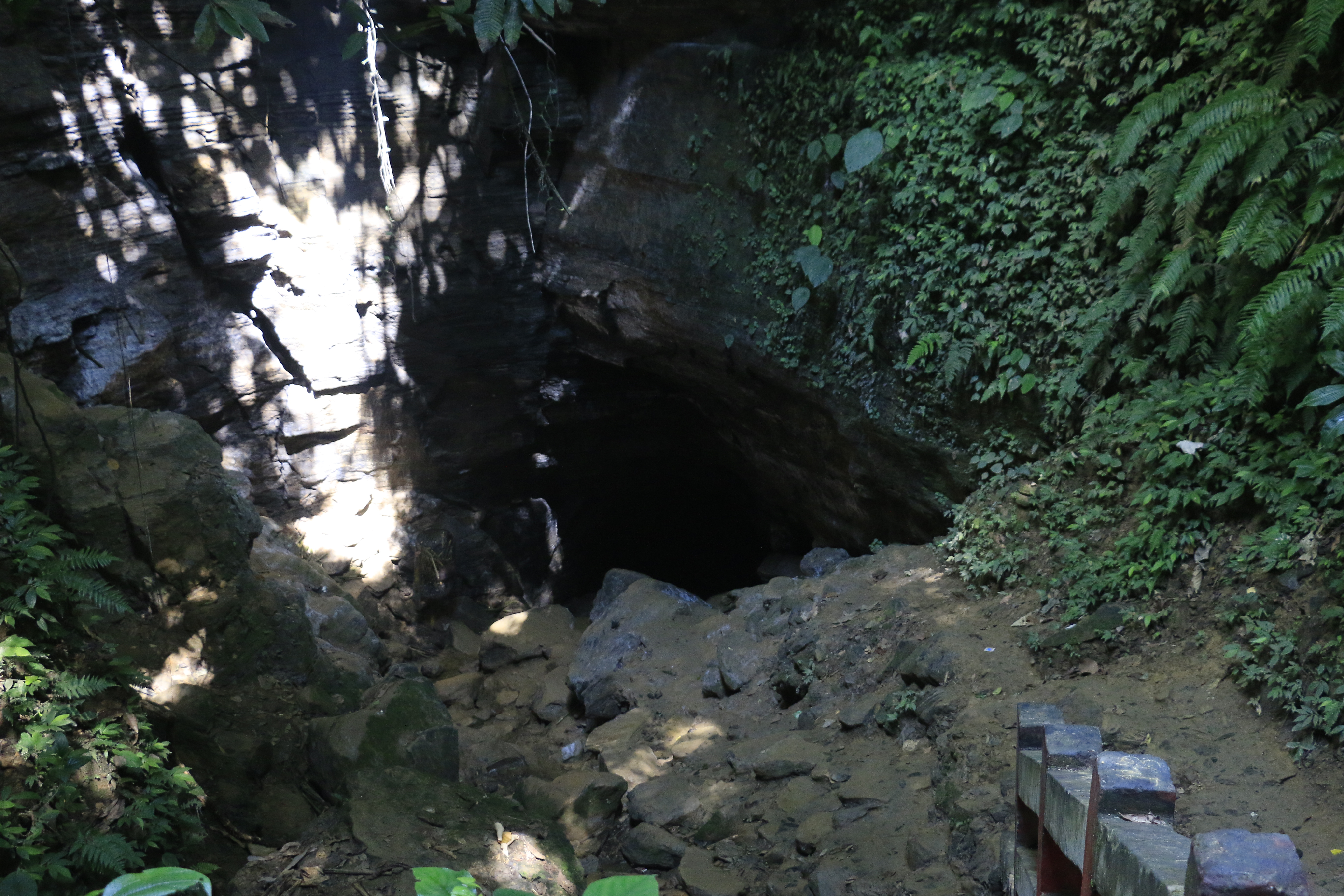
Ausgang von außen gesehen